# Pickeringite
La pickeringite (simbolo IMA: Pkg) è un minerale del gruppo dell'alotrichite appartenente alla famiglia dei "solfati (selenati, tellurati, cromati, molibdati, tungstati)" con composizione chimica MgAl2(SO4)4 • 22H2O.
Da un punto di vista chimico è un solfato idrato di magnesio e alluminio ed è l'analogo del magnesio dell'alotrichite, dominata dal ferro (FeAl2(SO4)4 • 22H2O).

## Etimologia e storia
La pickeringite è stata chiamata in questo modo da Augustus A. Hayes nel 1844 in onore di John Pickering (1777 - 1846), linguista, filologo e presidente dell'Accademia americana delle scienze.

## Classificazione
La classica nona edizione della sistematica dei minerali di Strunz, aggiornata dall'Associazione Mineralogica Internazionale (IMA) fino al 2009, elenca la pickeringite nella classe "7. Solfati (selenati, tellurati, cromati, molibdati, tungstati)" e nella sottoclasse "7.C Solfati (selenati, ecc.) senza anioni aggiuntivi, con H2O"; questa viene più finemente suddivisa in base alle dimensioni dei cationi coinvolti, in modo tale da trovare la pickeringite nella sezione "7.CB Con soltanto cationi di media dimensione" dove insieme ad alotrichite, apjohnite, bílinite, dietrichite, redingtonite e wupatkiite forma il sistema nº 7.CB.85.
Tale classificazione è mantenuta anche nell'edizione successiva, proseguita dal database "mindat.org" e chiamata Classificazione Strunz-mindat.
Nella Sistematica dei lapis (Lapis-Systematik) di Stefan Weiß la pickeringite è nella classe dei "solfati, cromati, molibdati e tungstati" e nella sottoclasse dei "solfati idrati, senza anioni estranei"; qui è nella sezione dei minerali con "cationi medi e molto grandi; gruppo dell'alotrichite" dove forma il sistema nº VI/C.12 insieme ad alotrichite, apjohnite, bílinite, caichengyunite, dietrichite, redingtonite e wupatkiite.
Anche la classificazione dei minerali secondo Dana, usata soprattutto nel mondo anglosassone, elenca la pickeringite nella famiglia dei "sulfati, cromati e molibdati", qui è nella classe degli "acidi idrati e solfati" e nella sottoclasse degli "acidi idrati e solfati con A(B)2(XO4)4 • x(H2O)" dove forma il "gruppo dell'alotrichite (monoclino con 22H2O)" con il numero di sistema 29.07.03 insieme ad alotrichite, apjohnite, dietrichite, bílinite, redingtonite e wupatkiite.

## Abito cristallino
La pickeringite cristallizza nel sistema monoclino nel gruppo spaziale P21/c (gruppo nº 14) con i parametri di cella a = 20,8 Å, b = 24,2 Å, c = 6,18 Å e β = 95°, oltre ad avere 4 unità di formula per cella unitaria.

## Origine e giacitura
La pickeringite è un comune minerale secondario formato dall'alterazione della pirite in rocce alluminose o in filoni di carbone, oppure nella zona ossidata di depositi minerali idrotermali piritici, tipicamente in regioni aride e tipicamente post-estrazione; è anche un prodotto fumarolico, oltre a formarsi anche grotte. La paragenesi è con alunogeno, copiapite, epsomite, gesso, kalinite e melanterite.
La pickeringite è un minerale comune; qui si ricorda solo la sua località tipo, "Cerros Pintados" (20.62944°S 69.65722°W) nella provincia del Tamarugal (Cile).
Altri siti sono sparsi in tutto il mondo per i vari continenti.

## Forma in cui si presenta in natura
La pickeringite forma cristalli aciculari o simili a peli, con molte forme
misurate sebbene i cristalli terminati siano molto rari; la si trova anche in aggregati radiali o aggrovigliati, ma tipicamente come incrostazioni ed efflorescenze.
I cristalli, traslucidi, hanno lucentezza vitrea e colori vari: si va dall'incolore al bianco, ma anche giallo chiaro, rosa pallido, arancione, grigio; la pickeringite è incolore alla luce trasmessa. Il colore del suo striscio è bianco.

## Caratteristiche fisico-chimiche
La pickeringite è solubile in acqua, dando una con soluzione avente un pH acido e un sapore astringente. È un minerale piuttosto morbido, con durezza Mohs tra i valori 1,5 e 2.